# سیارک ۱۷۹۴۲
سیارک ۱۷۹۴۲ (به انگلیسی: 17942 Whiterabbit، نامگذاری:1999JG6) هفده هزار و نهصد و چهل و دومین سیارک کشف شده‌است که در ۱۱ مه ۱۹۹۹ کشف شد.
قدر مطلق سیارک برابر ۱۴٫۸۰ است.